# Hrybiwka
Hrybiwka (ukrainisch Грибівка; russisch Грибовка Gribowka) ist ein Dorf an der Schwarzmeerküste im Süden der ukrainischen Oblast Odessa mit etwa 450 Einwohnern (2001).

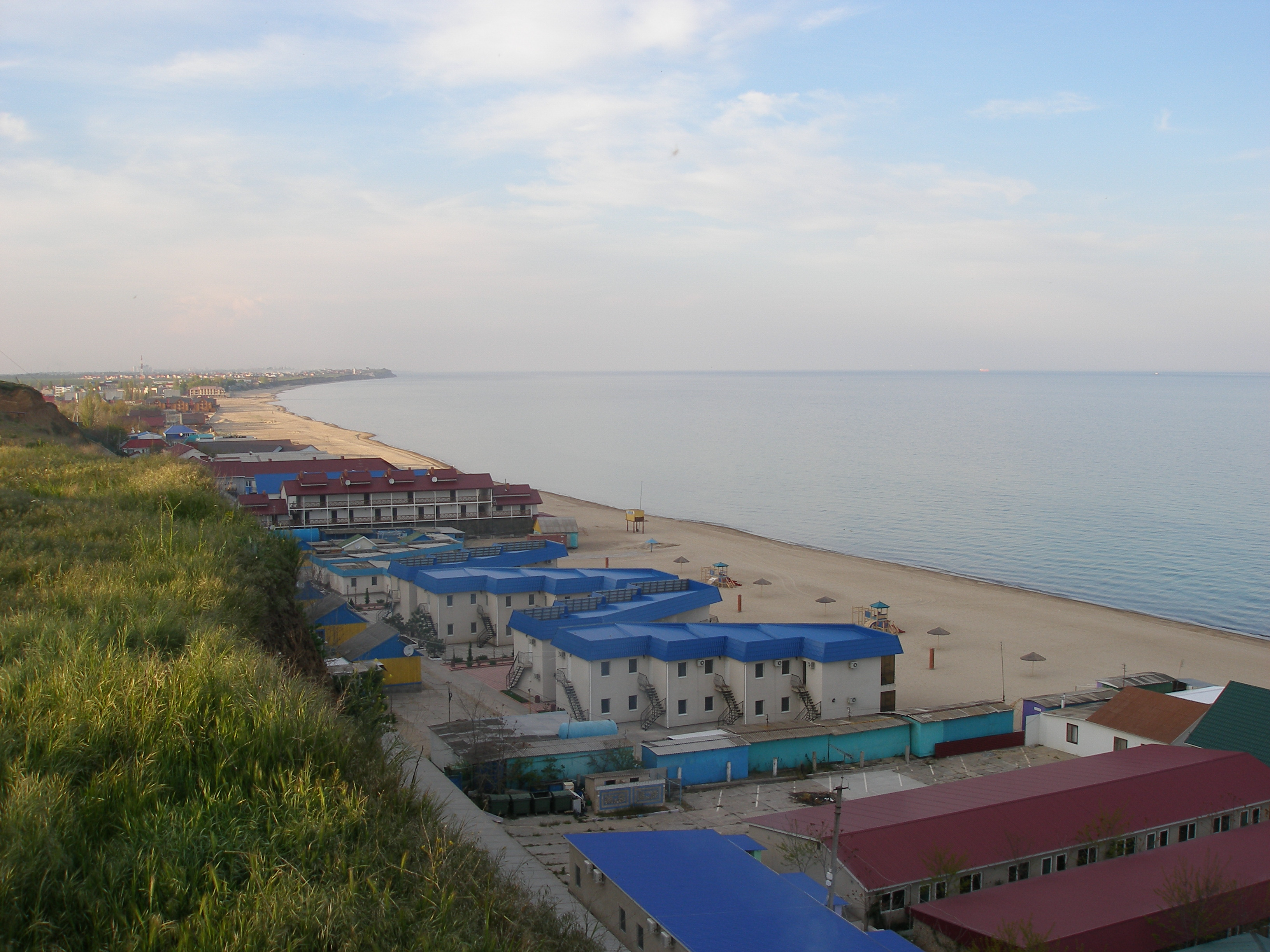
Strand in Hrybiwka

Das 1794 gegründete Dorf liegt auf Meereshöhe an der Mündung des 71 km langen Baraboj (Барабой) ins Schwarze Meer, 3,5 km südöstlich vom Gemeindezentrum Dalnyk, 12 km südöstlich vom ehemaligen Rajonzentrum Owidiopol und etwa 40 km südlich vom Oblastzentrum Odessa.

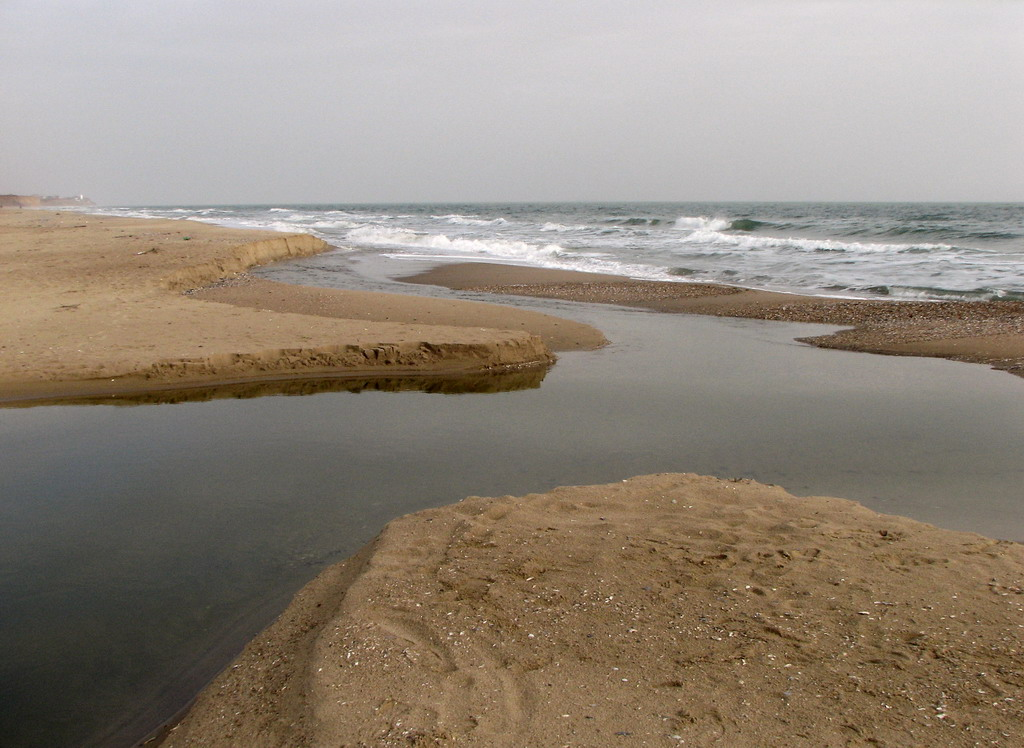
Mündung des Baraboj

Das Dorf ist ein bei Ukrainern beliebter Badeort mit einer gut entwickelten Unterhaltungsinfrastruktur.
Durch das Dorf verläuft die Territorialstraße T–16–47.
Am 4. August 2017 wurde das Dorf ein Teil der Landgemeinde Dalnyk im Rajon Owidiopol; bis dahin war es ein Teil der Landratsgemeinde Dalnyk im Süden des Rajons Owidiopol.
Am 17. Juli 2020 wurde der Ort Teil des Rajons Odessa.